# Simon Boccanegra

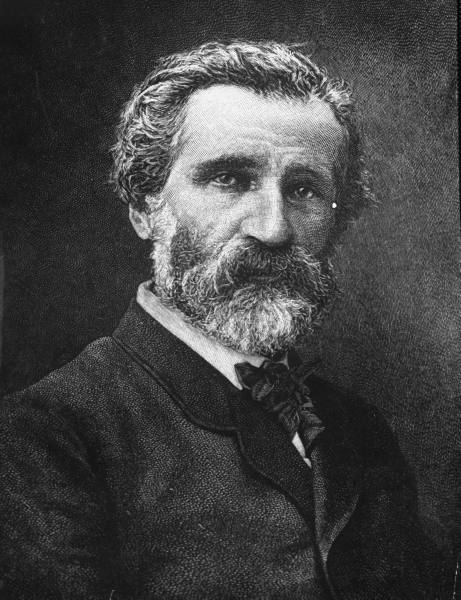
Giuseppe Verdi

Simon Boccanegra är en italiensk opera i prolog och tre akter med musik av Giuseppe Verdi. Librettot är skrivet av Francesco Maria Piave och bygger på Antonio García Gutiérrez pjäs med samma namn från 1843.

## Historia
Simon Boccanegra har namn efter den historiska person som utsågs till doge i Genua 1339, men inspirationen kom från den spanske dramatikern Gutiérrez pjäs. Verdi var inte nöjd med Piaves libretto och bad den italienske exilpolitikern Giuseppe Montanelli att delvis skriva om den, men ändå blev premiären på Teatro La Fenice i Venedig den 12 mars 1857 ett misslyckande. 23 år senare beslöt han göra en genomgripande revidering av operan. Uppgiften att omarbeta texten anförtroddes Arrigo Boito, som just då arbetade på librettot till Otello. Han skrev hela rådsscenen som avslutar första akten och vidtog diverse andra ändringar. I denna version hade operan premiär den 24 mars 1881 på La Scala i Milano. I sin nya form blev Simon Boccanegra också en triumf för sångarna Francesco Tamagno och Victor Maurel, som Verdi blev så imponerade av att han skrev titelpartierna i Otello och Falstaff för dem.
Den svenska premiären ägde rum på Stora Teatern, Göteborg 1932. Första uppsättning på 
Kungliga Teatern i Stockholm var den 24 oktober 1940.

## Personer
I prologen

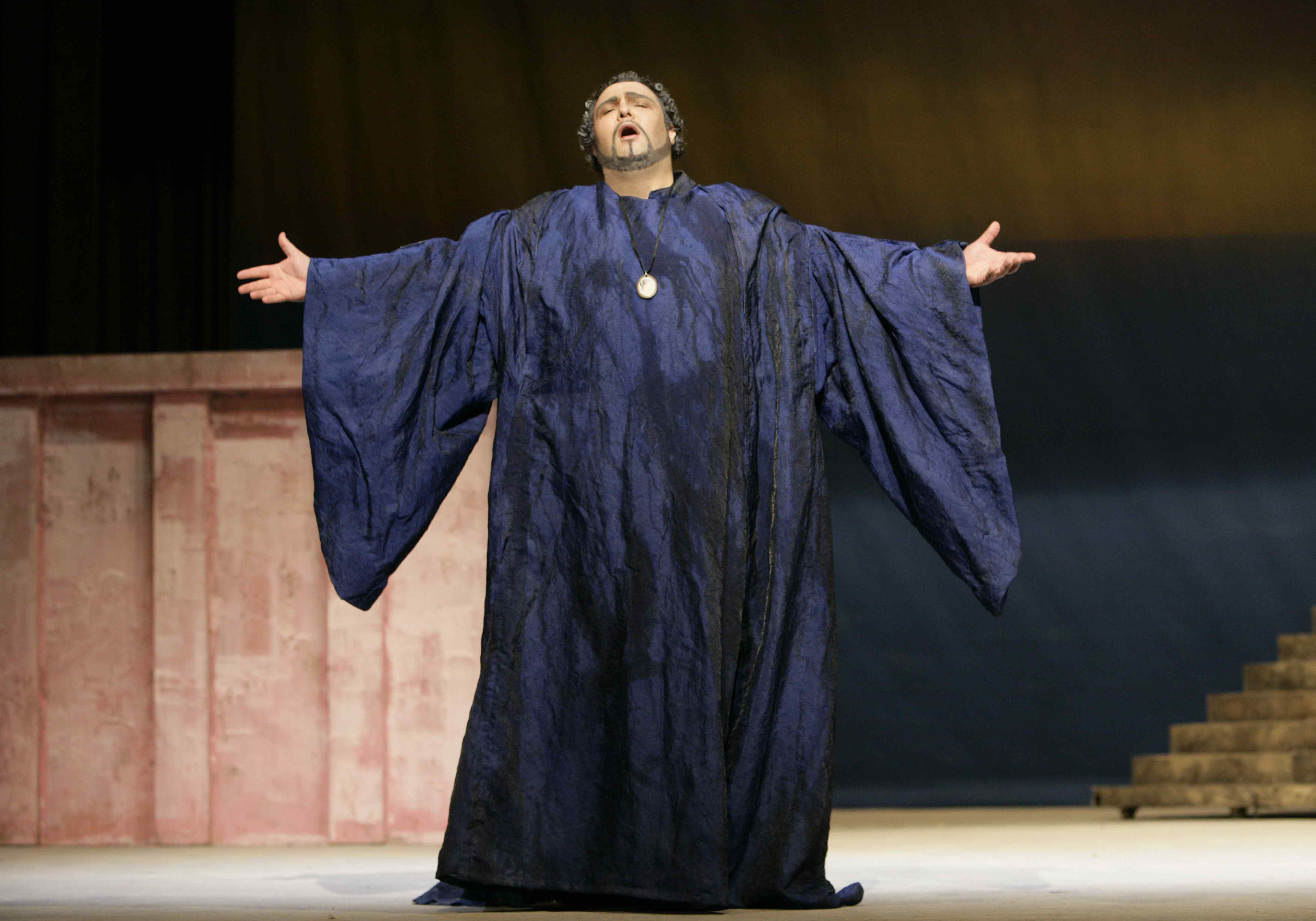
Kiril Manolov som Simone Boccanegra 2007.

- Simone Boccanegra, kaparkapten i republiken Genuas tjänst (baryton)
- Jacopo Fiesco, genuesisk adelsman (bas)
- Paolo Albiani, genuesisk guldsmed (baryton)
- Pietro, en man av folket, Paolos förtrogne (baryton)

I dramat
- Simone Boccanegra, Genuas doge (baryton)
- Maria Boccanegra, hans dotter kallad Amelia Grimaldi (sopran)
- Jacopo Fiesco, under namnet Pater Andrea (bas)
- Gabriele Adorno, genuesisk ädling (tenor)
- Paolo Albiani, republiken Genuas kansler (baryton)
- Pietro, hovman hos dogen (bas)
- En kapten för armborstskyttarna (tenor)
- Amelias tjänarinna (mezzosopran)
- Senatorer och hovfolk hos dogen, officerare och soldater, sjömän och övrigt folk (kör)

## Handling
Operan utspelas i Genua på 1300-talet, prologen år 1339 och resten av dramat 1364. 

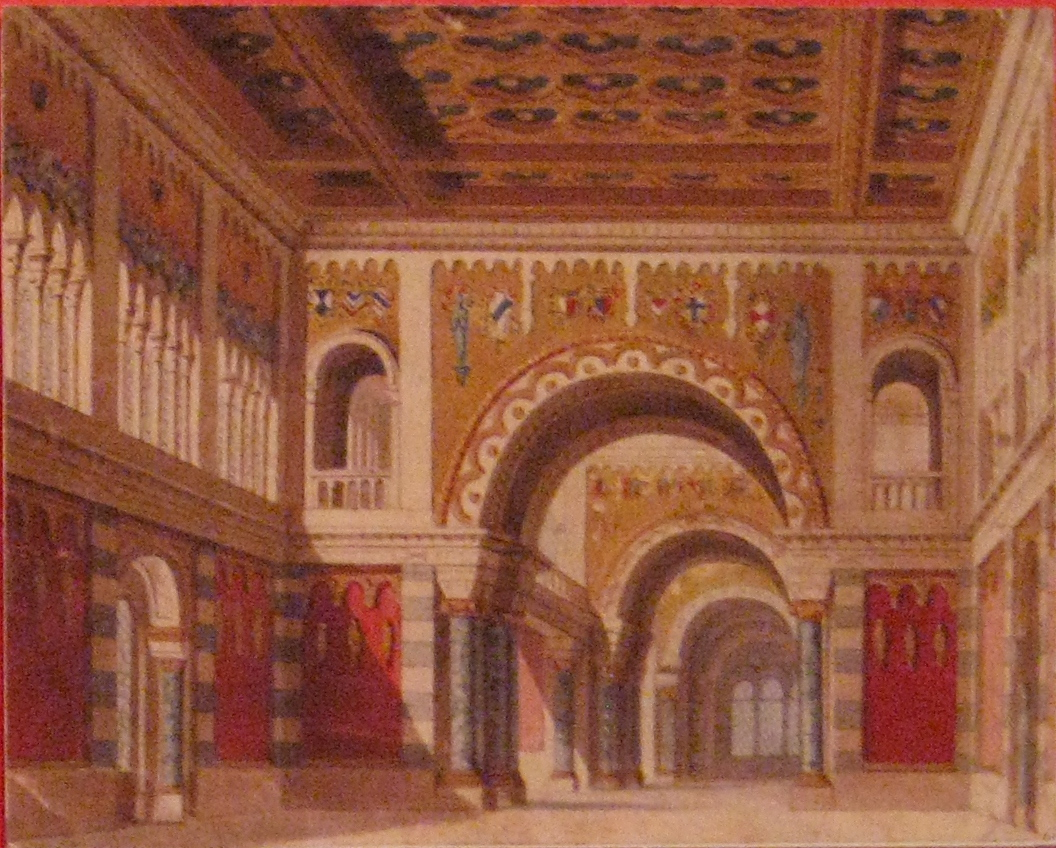
Dekor från 1881

### Prolog
Man skall välja ny doge i Genua, och de båda folkledarna Paolo Albiani och Pietro ämnar föreslå Simon Boccanegra som har rensat den afrikanska kusten från sjörövare. Paolo har sänt bud efter Boccanegra, men denne blir intresserad först då Paolo antyder att Boccanegra på så sätt kanske kan få den inflytelserika Jacopo Fiescos tillstånd att gifta sig med hans dotter Maria. Hon är mor till Boccanegras dotter. Fiesco har hållit Maria inspärrad i palatset i tre månader, och just som Pietro och Paolo försöker övertala folkmassan, som har samlats på torget i Genua, att välja Boccanegra till doge tänds ett ljus i ett fönster i Fiescos palats som tecken på att en medlem av familjen är död. Fiesco kommer ut på torget och möter Boccanegra, som ber honom att sluta fred, men Fiesco hatar sin dotters förförare, som han anser vara skyldig till Marias död, och han ställer som villkor att Boccanegra skall överlämnas sin och Marias lilla flicka i hans vård. Men den lilla försvann då den gamla kvinnan som hade hand om henne dog, och Fiesco vägrar förlåta Boccanegra. Denne lyckas ta sig in i palatset, men då han förstår att flickan är död blir han så förlamad av sorg att han inte bryr sig om folket, som hyllar honom som sin nye doge.

### Akt I

#### Scen 1
25 år har gått. I Grimaldipalatset nära Genua väntar Amelia på sin älskade, Gabriele Adorno, som tillsammans med hennes förmyndare Andrea förbereder en sammansvärjning mot Boccanegra. Förmyndaren är i själva verket Fiesco, som anser sig förpliktad att avslöja för Gabriele att Amelia är ett hittebarn som har uppfostrats av familjen Grimaldi i stället för deras döda dotter för att dogen inte skall konfiskera deras gods. Gabriele står ändå fast vid sin kärlek till Amelia. Då dogen kommer på besök tar Amelia tillfället i akt att anförtro honom att hon älskar en annan och avskyr Paolo. Hon fruktar att dogen skall tvinga henne att gifta sig med honom. Samtidigt berättar hon om sin barndom hos en gammal kvinna i Pisa ("Come in quest'ora bruna"), och så småningom förstår Boccanegra att Amelia är hans länge saknade dotter. Därför meddelar han Paolo att denne måste slå alla tankar på äktenskap med Amelia ur hågen. Paolo beslutar genast att röva bort henne med Pietros hjälp.

#### Scen 2
Boccanegra håller möte med rådet som bland annat diskuterar ett brev från skalden Petrarca där han uppmanar Genua att inte anfall Venedig, men trots att dogen delar skaldens åsikt att båda är en del av samma italienska fädernesland är rådet benäget att förklara Venedig krig. Utanför palatset är folkmassan på väg att göra uppror. Pietro uppmanar Paolo som deltar i upproret, att fly men Boccanegra ger order om att alla dörrar skall stängas och skickar ut en härold som skall lyssna på folkets klagomål. Kort därpå bryter mängden ut i hyllningsrop till dogen och några för in de båda upprorsledarna Gabriele och Fiesco till Boccanegra. Gabriele har dödat en man som erkände att han på order av en mäktig man skulle föra bort Amelia och han döljer inte att han tror att denne mäktige man var dogen. Då faller Amelia plötsligt in och säger att hon vet vem som försökte föra bort henne. Innan hon hinner peka ut Paolo utbryter en strid mellan de båda fraktionerna i rådet och Boccanegra måste mäkla fred. Han låtsas inte veta att Paolo står bakom upprorsförsöket och tvingar honom att tillsammans med resten av rådet fördöma den skyldige.

### Akt II
Paolo vill döda dogen och förgiftar hans dricksvatten, men för att vara alldeles säker försöker han muta Fiesco och Gabriele att mörda Boccanegra. Fiesco vägrar men då Paolo inbillar Gabriele att Boccanegra är Amelias älskare går han med på förslaget. Då han anklagar Amelia för otrohet erkänner hon att hon älskar Boccanegra men nämner inte att hon är hans dotter. Gabriele gömmer sig när dogen kommer in, och Amelia berättar för sin far om sin kärlek till Gabriele. Han vet visserligen att Gabriele har varit med i upprorsförsöket men lovar hitta en utväg. Hon går ut och när dogen är ensam dricker han av det förgiftade vattnet och somnar vid sitt skrivbord. Gabriele smyger sig in för att mörda honom, men Amelia kastar sig emellan och nu avslöjar Boccanegra för honom att hon är hans dotter. Gabriele ber om förlåtelse. Upprorsmännen närmar sig och han ställer sig på dogens sida. I gengäld ger Boccanegra honom lov att gifta sig med Amelia.

### Akt III
Dogens anhängare har besegrat de upproriska. Boccanegra friger den fängslade Fiesco, men Paolo förs bort till sin avrättning. Dessförinnan erkänner han för Fiesco att det var han som hade planerat att föra bort Amelia och att han förgiftat Boccanegra. Denne är redan märkt av giftets verkningar och möter Fiesco men känner först inte igen honom. När han förstår vem han är blir han glad över att han äntligen efter 25 år kan uppfylla Fiescos önskan att få sitt barnbarn tillbaka, och de försonas till sist. När det nygifta paret återvänder från kyrkan kan Boccanegra avslöja för Amelia att hennes förmyndare i själva verket är hennes morfar, och själv utser han Gabriele till sin efterträdare innan han dör

## Berömda arior
- Prolog. Il lacerato spirito (Fiesco)
- Akt 1. Come in quest'ora bruna (Amelia)
- Akt 1. Figlia! a tal nome io palpito (Simone)
- Akt 2. Sento avvampar nell'anima (Gabriele)
- Akt 3. Oh refrigerio! la marina brezza! (Simone)

## Inspelningar (urval)
- Simon Boccanegra. Thomas Hampson, Cristina Gallardo-Domas, Ferruccio Furlanetto, Boaz Daniel, Dan Paul Dumitrescu. Kör och orkester från Wiener Staatsoper. Daniele Gatti, dirigent. TDK DVD DVWW OPSIBOW.[2]